# Четвёртая англо-майсурская война
Четвёртая англо-майсурская война (1798—1799) — завершающая из серии войн между Британской Ост-Индской компанией и княжеством Майсур.

## Предыстория
После поражения в третьей англо-майсурской войне Типу Султан обязался выплатить огромную контрибуцию в 33 миллиона рупий, а до полной выплаты контрибуции два его малолетних сына стали британскими заложниками. С целью изыскания средств для выплаты контрибуции и создания новой армии Типу значительно поднял ставки как земельного, так и других налогов, широко практиковал конфискацию земельных владений храмов и некоторых групп феодалов. Все торговые операции в княжестве были поставлены под жёсткий государственный контроль.
Эти меры вызвали недовольство населения. Опасаясь измены индусской феодальной верхушки, Типу стал выдвигать на ключевые посты в администрации лишь мусульман, что ускорило консолидацию оппозиции в княжестве. Несмотря на все трудности, Типу удалось расширить площадь обрабатываемых земель, увеличить поступления налогов в казну, открыть государственные ремесленные оружейные и другие мастерские, и в конечном счёте воссоздать боеспособную армию. В течение двух лет контрибуция была выплачена Компании, и сыновья Типу возвращены в Серингпатам.
Оставшись один на один с англичанами, Типу пытался заручиться поддержкой афганского эмира и Франции, проводя у себя даже празднества в честь Французской революции. Однако ни Франция, ни эмир не могли оказать ему какой-либо помощи.

## Ход войны
В 1798 году Наполеон высадился в Египте, не скрывая при этом планов относительно британских колоний в Индии. Когда открылось, что Типу состоял в переписке с французским командиром на острове Иль-де-Бурбон в Индийском океане, и недавно получил от него нескольких рекрутов-якобинцев, британский генерал-губернатор Ричард Уэсли получил долгожданный повод для войны. Под прикрытием переписки, опротестовывающей дружеские отношения между Калькуттой и Майсуром, он мобилизовал армию в 40 тысяч человек.
В 1799 году Бомбейская армия и две группировки Британской армии двинулись на княжество Майсур и после нескольких стычек с войсками Типу Султана осадили столицу княжества город Серингпатам. 4 мая осаждающие ворвались внутрь, и Типу Султан погиб в бою.

## Итоги и последствия
Престол Майсура был передан ребёнку из династии Вадияров, отстранённой от власти Хайдаром Али. Княжество было урезано до тех минимальных размеров, которые оно имело до завоеваний Хайдара Али.
В 1800 году Низам Хайдарабада вместо того, чтобы платить за присутствие на его территории британских войск, передал Компании все земли, которыми владел в Майсуре, получив за это бесплатную защиту от англичан.